# JBS (Sänger)
JBS (* 27. November 2005 in Ibbenbüren; eigentlich Jan Bennet Schemmer) ist ein deutscher Sänger, Songwriter und Musikproduzent. Seinen Künstlernamen wechselte er 2023 von JBS Beats zu JBS.

## Leben
Jan Bennet Schemmer begann im Alter von fünf Jahren mit dem Gitarrenspiel. Er spielte anschließend in einer Schülerband. 2021 sattelte er auf Beatproduktion um, versuchte sich in verschiedenen Genres und begann zunächst zu rappen und zu singen. Seitdem ist sein Stil genreübergreifend, aber weitestgehend New Wave, Synthiepop und Indie-Rock unterzuordnen. Über Spotify sammelte er eine große Anzahl von Fans. 2023 gewann er den Sparkassen Nachwuchspreis Kultur im Kreis Steinfurt. Gleichzeitig erschien sein Song Unendlichkeit mit MilleniumKid aus Gießen über Warner Music. Der Song, der Liebeskummer thematisiert, wurde ein Überraschungshit und erreichte mehrere Monate nach Veröffentlichung Platz 34 der deutschen Singlecharts.

## Diskografie

### Alben
- 2022: Vaccination Center (mit bigroli)

### Singles
- 2021: Mango Maracuja (mit rolandius69)
- 2021: Bubatz & Bullen (mit bigroli)
- 2022: Insta
- 2022: Hypnose (mit MilleniumKid)
- 2022: Zerbricht (mit MilleniumKid & nasskalt.)
- 2022: Mondschein (mit Milleniumkid, Nike Helena & nasskalt.)
- 2023: Adrenalin (mit MilleniumKid)
- 2023: Unendlichkeit (mit MilleniumKid, AT: Gold, CH: Gold)
- 2023: Egal (mit nasskalt.)
- 2023: Gedanken kreisen überm Bett (mit MilleniumKid & nasskalt.)
- 2023: frei mit dir (mit Nike Helena)
- 2023: Jeden Tag
- 2023: Paris Paris
- 2023: Unendlichkeit (Remix) (mit MilleniumKid & The Boy The G)
- 2023: Jung
- 2023: Vielleicht Vielleicht (mit MilleniumKid)
- 2023: Mo-Fr
- 2024: Träume vom Alleinsein (mit nasskalt.)
- 2024: Wegen dir (mit Bausa & FRIO)
- 2024: Meine Arme werden taub
- 2024: Adrenalin (Remix) (mit The Boy The G & MilleniumKid)
- 2024: 10 Sekunden
- 2024: Das geht vorbei (mit FiNCH)
- 2024: Wieso jetzt?
- 2024: Kaputt

## Auszeichnungen für Musikverkäufe
Anmerkung: Auszeichnungen in Ländern aus den Charttabellen bzw. Chartboxen sind in ebendiesen zu finden.
| Land/RegionAuszeichnungen für Musikverkäufe (Land/Region, Auszeichnungen, Verkäufe, Quellen) | Gold     | Platin | Verkäufe | Quellen           |
| -------------------------------------------------------------------------------------------- | -------- | ------ | -------- | ----------------- |
| Deutschland (BVMI)                                                                           | 2× Gold2 | —      | 600.000  | musikindustrie.de |
| Österreich (IFPI)                                                                            | 2× Gold2 | —      | 30.000   | ifpi.at           |
| Schweiz (IFPI)                                                                               | 2× Gold2 | —      | 30.000   | hitparade.ch      |
| Insgesamt                                                                                    | 6× Gold6 | —      |          |                   |